# The Melody Sisters
The Melody Sisters was een Nederlands zangduo bestaande uit de Amsterdamse tweelingzussen Julie Lankester (1933 - 2924) en Elly Lankester (1933 - 2023).

## Biografie
In 1953 schreven de tweelingzusjes Julie en Elly Lankester een brief naar het platenlabel Philips met de vraag of ze auditie mochten komen doen. Kort daarop werden ze uitgenodigd. Aangezien de zusjes nog geen eigen materiaal hadden zongen ze een aantal liedjes bekend van de radio (o.a.: Make It Soon en Wheel of Fortune). Tien dagen later kregen ze bericht van programmaleider Nico Boer dat Ger de Roos contact met ze op zou nemen. De Roos was enthousiast en liet de zusjes optreden in zijn radioprogramma Van zessen klaar club.
In 1954 werden de zusjes samengebracht met het duo Black and White. In samenwerking met arrangeur Pierre Wijnnobel werkten ze aan een Nederlandse versie van de hit Sh-boom van de Canadese groep The Crew-Cuts. Het nummer werd een hit en meerdere samenwerkingen volgden. In 1961 scoorden ze nog een hit met het nummer Dank je voor die bloemen. In 1962 brengen ze hun laatste single uit: Piet, Piet, doe 't niet.